# Ferrier (cratère)
Pour les articles homonymes, voir Ferrier (homonymie).
Ferrier est un cratère d'impact à la surface de Vénus. 
Le cratère a ainsi été nommé par l'Union astronomique internationale en 1991 en hommage à la cantatrice britannique Kathleen Ferrier (1912-1953).  
Son diamètre est de 29,10 km. Il se situe dans la région du quadrangle de Niobe Planitia (quadrangle V-23). 